# الكرابي
لعبة الكرابي لعبة من الثقافة الشعبية في الإمارات في الماضي، وهي نوع من الألعاب التي كانت لشدة شعبيتها تقام من أجلها السباقات أو المسابقات التي تأخذ الطابع المهرجاني أو الاحتفالي، وكانت مقتصرة على الفتيات، ولكن وفي أحيان أخرى كثيرة يمارسها الصبية، وهي من الألعاب الصيفية المحببة إلى نفوس الأولاد والفتيات، وقال الزعابي عنها: إنها لعبة ثنائية، ومن أهم تقاليدها أن يتقابل اللاعبان وجهاً لوجه في الحلبة، ويقوم أحدهما برفع ساقه ومن ثم يقفز عليها، وكذلك يفعل اللاعب الثاني، وفي هذه الأثناء تجري حوارية أشبه بالأهزوجة الشعبية.

## نوعها
من الألعاب الثنائية الجماعية حيث يكون للجماعة دور هام في عملية الترداد والتشجيع والمشاركة .
وتعتمد هذه اللعبة على قدرة اللاعب ومهارته في حفظ التوازن .

## كيفية أدائها
يقوم كلا اللاعبين بالوقوف على الرجل اليمنى ، أما الرجل اليسرى فتكون مرفوعة عن الأرض حيث يمسك كل لاعب برجله اليسرى المرفوعة بواسطة يده اليسرى ،
ويقوم اللاعبون بالقفز على الرجل اليمنى وأثناء القفز يكون لكل لاعب مقابل الآخر ويدفع اللاعب خصمه بيده اليسرى فإذا وقع الخصم على الأرض يخرج من اللعب ويحل محله لاعب آخر ...
ويشارك بقية اللاعبين بتشجيع المتنافسين لإثارة الحماس فيما بينهما .
ويفضل ممارسة لعبة الكرابي على أرض ممهدة أو صلبة لكي تسهل حركة اللاعبين
وهذه اللعبة من ألعاب الصبيان ونادراً ما تلعبها الفتيات .
وأثناء اللعب يردد اللاعبون بعض الأهازيج والأغاني الجميلة التي نوردها فيما يلي :
العب كَّرابي وجـــــــــــــــول
العب كرابي وجــــــــــــــول
كرابي داس خماس كرابي داس خماس
واشرب من عين الحاكـــــــــــول
هوييه هوييه هوييـــــــه هويتي
هوييــــــــه
أحمد الحــــلو
هوييــــــــــه
شارب من الدلو
هوييــــــــــه
ضربته عصبه
تحت المنصبة
هوييه
تفسير الأغنية :
العب كرابي وجول .. فيرد عليه الثاني بقوله: واشرب من عين الحاقول ويقصد بالحاكول (السمكة من نوع الحاقول) أما أسباب تشبه اللاعب بالسمكة فيعود إلى قوة هذه السمكة ونشاطها وحيويتها في الماء.. الفوز أو الخسارة في هذه اللعبة يتوقف على قدرة تحمل اللاعب في رفع ساقه والقفز عليه لأطول مدة ممكنة دون أن يقع (يطيح) أرضاً.. فالذي يحدث معه ذلك يخسر الجولة أما أهمية (الكرابي) فإنها تسهم في تنمية الذكاء عند اللاعب كما أنها تعلم اللاعب قوة التحمل والصبر .